# Kennèh
Kennèh is een in 1999 opgerichte band uit Didam die zingt in het Nederlands en het lokale Noordnederfrankische dialect (Diems). 
De band staat oorspronkelijk bekend als dialectfeestband maar laat zich tegenwoordig het best omschrijven als Nederlandstalige folkrock/folkband.
De bandnaam "Kennèh" staat voor Geet net (Nederlands: Kan net). 
Die naam blijkt vaak niet al te makkelijk aangezien er met regelmaat een variant op de naam wordt geroepen zoals "Kennèth" etc.

## Biografie
Drie bandleden kenden elkaar van hun werk bij de lokale radio-omroep. Na het stoppen van deze omroep wilden ze verder in de muziek en richtten ze met wat anderen de band Surrender op, die covers speelde van bands als Rowwen Hèze en Boh Foi Toch.
Naast covers speelt de band dan ook eigen werk in de stijl van deze bands. 
Kennèh stond al in het voorprogramma van onder andere Rowwen Hèze, Jovink en de Voederbietels, Pater Moeskroen en Boh Foi Toch. De band behaalde de eerste plaats bij het Respect veur `t Dialect-festival in Denekamp, vertegenwoordigde de provincie Gelderland op het streeksongfestival in Hengelo (Overijssel) en werd uit 504 inzendingen uitgekozen met nog 8 bands voor de finale van de koffercompetitie van Radio 3 FM in Dolf Jansens programma Leuk Is Anders.
Na een aantal wijzigingen in de bezetting speelt Kennèh tegenwoordig muziek dat steeds meer richting stevige folkrock en Ierse Folk gaat.
Nederpop klassiekers worden voorzien van een stevig Folk jasje, en oude Ierse traditionele folksongs worden voorzien van een eigen tekst en muzikale invulling.
Een mooi voorbeeld hiervan is het nummer 'Arme Jenny werkt bi-j de Aldi', gemaakt op de melodie van 'Poor Paddy works on the Railway'.
Dit nummer is ondertussen opgepikt door o.a. Kees van Hondt die dit nummer regelmatig draait op zijn shows.

## Discografie
- Vri-jdag (cd-single, maart 2002)
- 't Veurjaor (cd-album, april 2003)
- Vierdaagse (cd-single, juli 2004)
- Gangmakers (cd-album, verschijnt 6 oktober 2007)
- Oaveral (cd-album, 19 november 2010)
- Radio (ep-single, 23 maart 2013)

## Bandleden
- Jeroen Zegers: drums
- Gwendo Jansen: accordeon en mondorgel. Jansen is degene die de meeste liedteksten schrijft voor de muziek van Kènneh.
- Günther Hobo: gitaar (2016-2018)
- Ron Hendriksen: gitaar (2016-2019)
- Glenn Willems: basgitaar

De band is na 20 jaar in augustus 2019 opgeheven.